# 일본국유철도 381계 전동차
일본국유철도 381계 전동차(일본어: 国鉄381系電車 こくてつ381けいでんしゃ[*])는 일본국유철도의 특급형 전동차이다. 최초의 진자 틸팅형 차량이다.